# Laisevói járás

A Laisevói járás Tatárföldön

A Laisevói járás (oroszul Лаишевский район, tatárul Лаеш районы) Oroszország egyik járása Tatárföldön. Székhelye Laisevo.

## Népesség
- 1989-ben 35 521 lakosa volt.
- 2002-ben 37 011 lakosa volt.
- 2010-ben 36 516 lakosa volt, melyből 20 130 orosz, 15 355 tatár, 381 csuvas, 76 ukrán, 45 baskír, 45 mordvin, 42 mari, 20 udmurt.